# Wełna
Wełna (tysk Welna, også Lille Warta) er en flod der løber i det vestlige Polen. Den er en højre biflod til Warta. Floden er 118 kilometer lang og har et afvandingsområde på 2.635 kvadratkilometer. Wełnas udspring ligger nær Gniezno. Den løber ud i Warta nær byen Oborniki.